# Могилів-Подільська фабрика побутової хімії
Могилів-Подільська фабрика побутової хімії — промислове підприємство у місті Могилів-Подільський Могилів-Подільського району Вінницької області України.

## Історія
Виробництво мила в повітовому місті Могилів-на-Дністрі Подільської губернії Російської імперії мало місце вже наприкінці XIX століття, але в ході Громадянської війни і іноземної військової інтервенції| миловарні фабрики були розграбовані і зруйновані.
Промислове виробництво миючих засобів було відновлено в ході індустріалізації 1930-х років, коли відповідно до першого п'ятирічного плану розвитку народного господарства СРСР тут було збудовано миловарний завод.
Після початку Німецько-радянської війни з 23 червня 1941 року почалися повітряні бомбардування міста.
4 липня радянські війська відступили на лівий берег Дністра, 7 липня 1941 року розпочалися бої за Могилів-Подільський. 19 липня 1941 року він був окупований німецько-румунськими військами і включений до складу Румунії. Перед відступом гітлерівців усі промислові підприємства міста було зруйновано. 19 березня 1944 року місто було звільнено радянськими військами. Надалі почалося відновлення міського господарства.
Фабрика побутової хімії була побудована на околиці міста та введена в експлуатацію після закінчення війни.
В роки восьмої п'ятирічки фабрика була реконструйована, оснащена новим обладнанням, після чого розширила асортимент і збільшила обсяги випуску продукції. приладобудівний та металообробний заводи, меблі та побутової хімії фабрики, завод стінових будівельних матеріалів.
Загалом, за радянських часів фабрика входила до числа провідних підприємств міста.
Після проголошення незалежності України державне підприємство було перетворено на відкрите акціонерне товариство.
У наступні роки фабрика виробляла барвники, засоби для чищення, відбілювач, шпаклівку, розчинники та оліфу.
Економічна криза, що почалася в 2008 році погіршила становище підприємства, фабрика була перереєстрована як товариство з обмеженою відповідальністю з юридичною адресою у селі Бронниця Могилів-Подільського району Вінницької області. 11 травня 2010 року господарський суд Вінницької області порушив справу № 5/67-10 про Банкрутство фабрики. 16 червня 2011 року суд ухвалив рішення про ліквідацію фабрики.